# Sermentizon
Sermentizon è un comune francese di 534 abitanti situato nel dipartimento del Puy-de-Dôme nella regione dell'Alvernia-Rodano-Alpi.

## Altri progetti

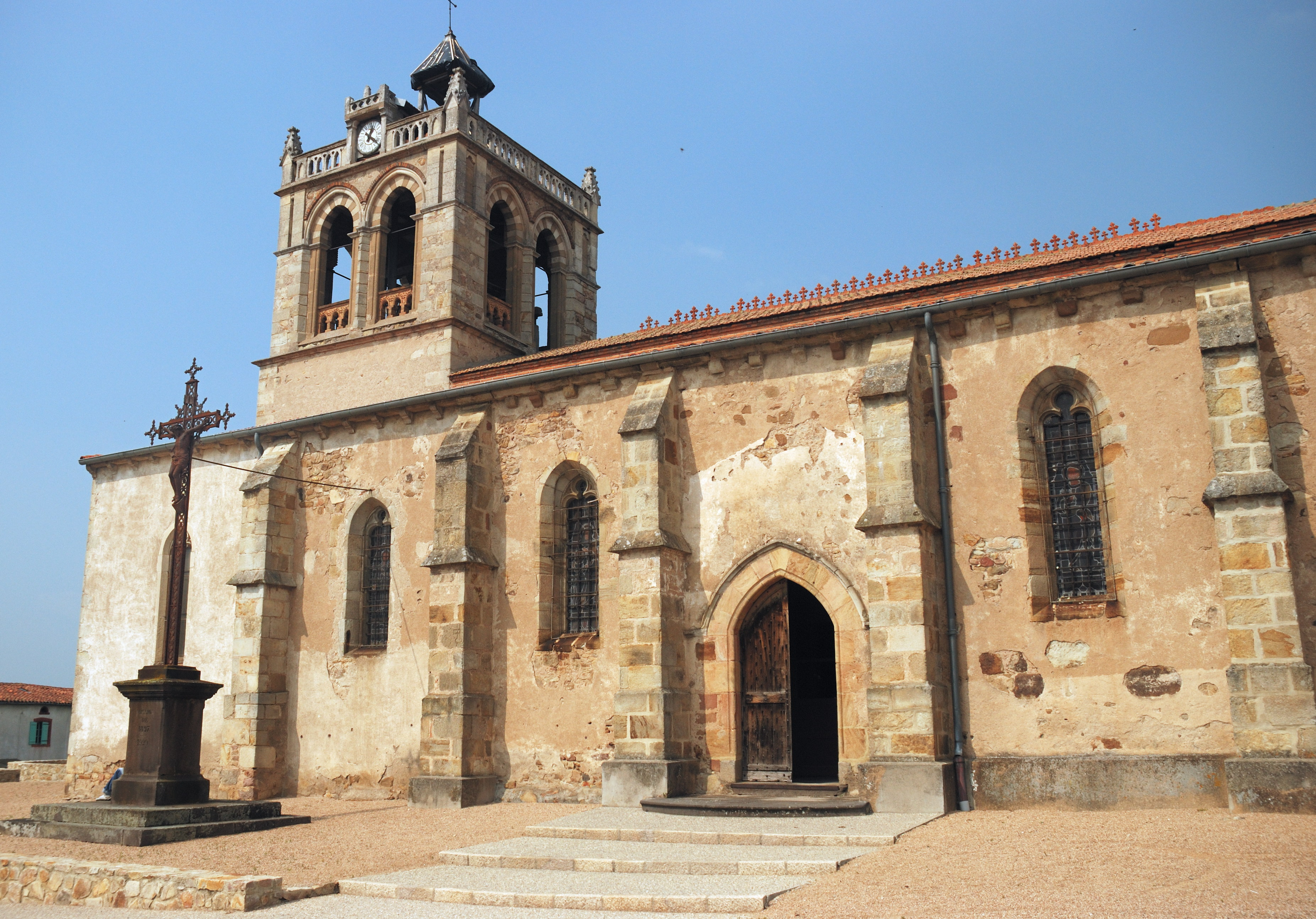
Sermentizon

## Società

### Evoluzione demografica
Abitanti censiti